# Żywe muzeum
Żywe muzeum (ang. living museum) – rodzaj muzeum, w którym bądź odgrywane są historyczne wydarzenia ukazujące życie w dawnych czasach, zwłaszcza w perspektywie etnograficznej lub historycznej, bądź zainscenizowane jest proces wytwarzania danego towaru handlowego w aspekcie techniczno-technologicznym, zwłaszcza rzemieślniczym (tzw. lekcje żywej historii). Szczególną odmianą żywego muzeum jest żywy skansen (tylko w języku polskim, w pozostałych językach nie ma wyodrębnienia). Niekiedy jako żywe muzeum określa się grupy rekonstrukcji historycznej odgrywające scenki historyczne na zamówienie w muzealnych obiektach historycznych.

## Żywe muzea w Polsce i na świecie (wybór)
- Żywe muzeum ceramiki w Bolesławcu
- Regionalne Muzeum Cebularza
- Muzeum Witrażu w Krakowie
- Żywe Muzeum Lawendy
- Żywe Muzeum Piernika w Toruniu
- Żywe Muzeum Porcelany w Ćmielowie
- Muzeum Ceramiki Kaszubskiej Neclów w Chmielnie
- Żywe Muzeum "Pod Kuźniczym Młotem" w Zakopanem
- Muzeum Mydła i Historii Brudu w Bydgoszczy
- Czarci Młyn w Świeradowie-Zdroju
- Leśna Huta w Szklarskiej Porębie
- Rogalowe Muzeum Poznania
- Muzeum Chleba w Radzionkowie
- Żywe Muzeum Obwarzanka w Krakowie
- Żywe Muzeum Ceramiki w Miechowicach[3]
- Żywe Muzeum w Seulu[4]
- Żywe Muzeum Ślimaka[5]
- Żywe Muzeum Słowiańszczyzny[6]
- Żywe Muzeum Damara[7]
- Żywe Muzeum Miodu[8]